# Бондарский район
Бо́ндарский округ или Бо́ндарский муниципальный округ — административно-территориальная единица (административный округ) и муниципальное образование (муниципальный округ) в центре Тамбовской области России.
Административный центр — село Бондари.

## География
Расположен на северо-востоке области и граничит: с Пичаевским, Гавриловским, Кирсановским, Рассказовским, Тамбовским и Сосновским округами области.

## История
Округ образован в 1928 году в составе Тамбовского округа Центрально-Чернозёмной области. Первоначально в его состав вошли 34 сельсовета: Березовский, Богдановский, Бондарский, Больше-Талинский, Вердеревщинский, Волхонщинский, Городищенский, Граждановский, Грибоедовский, Гусевский, Зиминский, Знаменский, Казыванский, Коровинский, Кершинский, Кривополянский, Кукановский, Куровщинский, Леоновский, Максимовский, Митропольский, Нащекинский, Пахотноугловский, Подвигаловский, Прибыткинский, Смольно-Вершинский, Соловьяновский, Спокойский, Старо-Челищевский, Татарщинский, Телешовский, Ульяновский, Хмелинский и Шачинский.
Постановлением президиума ВЦИК от 13 июня 1934 года Центрально-Чернозёмная область была разделена на две: Воронежскую и Курскую. Бондарский район находился в составе Воронежской области. В 1935 году часть территории Бондарского района была передана в новые Платоновский (Больше-Талинский, Татарщинский и Телешовский сельсоветы) и Рудовский районы.
27 сентября 1937 года ЦИК СССР принял постановление об образовании Тамбовской области и Бондарский район вошёл в её состав.
9 февраля 1944 года 9 сельсоветов Бондарского района были переданы в новый Граждановский район.
30 октября 1959 года к Бондарскому району были присоединены части территорий упразднённых Граждановского и Рудовского районов.
26 декабря 1962 года на основании Указа Президиума Верховного Совета РСФСР «О реорганизации краевых, областных и районных Советов депутатов трудящихся» — Бондарский район был ликвидирован, а его территория вошла в состав укрупнённых Рассказовского и Пичаевского районов. Позже, Указом Президиума Верховного Совета РСФСР от 12 января 1965 года «Об изменениях в административно-территориальном делении Тамбовской области», Бондарский район был восстановлен. В его состав вошли Бондарский, Граждановский, Кершинский, Кривополянский, Куровщинский, Максимовский, Малогагаринский, Митропольский, Нащекинский, Пахотноугловский и Прибыткинский сельсоветы.
11 мая 2023 года на основании Закона Тамбовской области № 283-З Бондарский муниципальный район упразднён, а все входящие в его состав сельские поселения объединены в Бондарский муниципальный округ.
1 августа 2023 года на основании Закона Тамбовской области № 377-З Бондарский район преобразован в Бондарский округ, являющийся по своей сути административным округом.

## Население
| 2002    | 2006    | 2009    | 2010    | 2012    | 2013    | 2014    | 2015    | 2016    |
| ------- | ------- | ------- | ------- | ------- | ------- | ------- | ------- | ------- |
| 15 311  | ↘14 198 | ↘13 377 | ↘13 191 | ↘12 723 | ↘12 640 | ↘12 148 | ↘11 916 | ↘11 354 |
| 2017    | 2018    | 2019    | 2020    | 2021    |         |         |         |         |
| ↘11 059 | ↘10 819 | ↘10 540 | ↘10 315 | ↘8624   |         |         |         |         |

### Национальный состав
По итогам переписи населения 2020 года проживали следующие национальности (национальности менее 0,1 % и другое, см. в сноске к строке «Другие»):
| Национальность | Численность, чел. | Доля     |
| -------------- | ----------------- | -------- |
| Русские        | 8194              | 95,01 %  |
| Украинцы       | 77                | 0,89 %   |
| Узбеки         | 45                | 0,52 %   |
| Армяне         | 41                | 0,48 %   |
| Азербайджанцы  | 26                | 0,30 %   |
| Мордва         | 12                | 0,14 %   |
| Осетины        | 9                 | 0,10 %   |
| Кумыки         | 9                 | 0,10 %   |
| Другие         | 211               | 2,46 %   |
| Итого          | 8624              | 100,00 % |

## Административное деление
Бондарский округ как административно-территориальное образование включает 8 сельсоветов.
В Бондарский муниципальный район, до его упразднения входили 8 сельских поселений:
| № | Муниципальное образование  | Административный центр | Количество населённых пунктов | Население (чел.) | Площадь (км²) |
| - | -------------------------- | ---------------------- | ----------------------------- | ---------------- | ------------- |
| 1 | Бондарский сельсовет       | село Бондари           | 3                             | ↘3897            | 52,78         |
| 2 | Граждановский сельсовет    | село Граждановка       | 8                             | ↘648             | 264,73        |
| 3 | Кёршинский сельсовет       | село Кёрша             | 6                             | ↘386             | 120,26        |
| 4 | Кривополянский сельсовет   | село Кривополянье      | 8                             | ↘360             | 186,20        |
| 5 | Митропольский сельсовет    | село Митрополье        | 10                            | ↘647             | 228,34        |
| 6 | Нащёкинский сельсовет      | село Верхнее Нащёкино  | 9                             | ↘755             | 115,60        |
| 7 | Пахотноугловский сельсовет | село Пахотный Угол     | 6                             | ↗1268            | 216,52        |
| 8 | Прибыткинский сельсовет    | село Прибытки          | 4                             | ↘663             | 68,99         |

В рамках организации местного самоуправления в 2004 году на территории района были созданы 11 муниципальных образований со статусом сельских поселений (сельсоветов). В 2009 году упразднённый Малогагаринский сельсовет включён в Митропольский сельсовет, а в 2010 году упразднённые Максимовский и Куровщинский сельсоветы включены в Граждановский сельсовет. Законом Тамбовской области от 10 мая 2023 года № 283-З Бондарский муниципальный район упразднён, а все входящие в его состав сельские поселения объединены в Бондарский муниципальный округ.

## Населённые пункты
В Бондарском муниципальном округе 54 сельских населённых пункта (все — сельские).
| №  | Населённый пункт                   | Тип     | Население | Муниципальное образование  |
| -- | ---------------------------------- | ------- | --------- | -------------------------- |
| 1  | 1-е отделение совхоза «Бондарский» | посёлок | ↘776      | Бондарский сельсовет       |
| 2  | Богдановка                         | деревня | ↘7        | Прибыткинский сельсовет    |
| 3  | Больше-Никольские Выселки          | посёлок | ↘9        | Кривополянский сельсовет   |
| 4  | Большое Никольское                 | село    | ↘14       | Кривополянский сельсовет   |
| 5  | Бондари                            | село    | ↘4052     | Бондарский сельсовет       |
| 6  | Бычки                              | село    | ↘39       | Кривополянский сельсовет   |
| 7  | Вердеревщино                       | село    | ↘580      | Прибыткинский сельсовет    |
| 8  | Верхнее Нащёкино                   | село    | ↘366      | Нащёкинский сельсовет      |
| 9  | Волхонщино                         | село    | ↘69       | Граждановский сельсовет    |
| 10 | Горки                              | деревня | ↘46       | Митропольский сельсовет    |
| 11 | Городище                           | село    | ↘47       | Кривополянский сельсовет   |
| 12 | Граждановка                        | село    | ↘485      | Граждановский сельсовет    |
| 13 | Грибоедово                         | село    | ↘45       | Митропольский сельсовет    |
| 14 | Гусевка                            | деревня | ↘20       | Нащёкинский сельсовет      |
| 15 | Ерзовка                            | деревня | →5        | Нащёкинский сельсовет      |
| 16 | Заречье                            | посёлок | ↘10       | Кёршинский сельсовет       |
| 17 | Земетчино                          | село    | ↘35       | Кёршинский сельсовет       |
| 18 | Зименка                            | село    | ↘36       | Нащёкинский сельсовет      |
| 19 | Знаменка                           | село    | ↘8        | Митропольский сельсовет    |
| 20 | Ивановка                           | деревня | →21       | Прибыткинский сельсовет    |
| 21 | Казывань                           | село    | ↘182      | Кёршинский сельсовет       |
| 22 | Кёрша                              | село    | ↘513      | Кёршинский сельсовет       |
| 23 | Комаровка                          | деревня | ↘97       | Кривополянский сельсовет   |
| 24 | Коровино                           | село    | ↘285      | Митропольский сельсовет    |
| 25 | Красный Восток                     | посёлок | →1        | Митропольский сельсовет    |
| 26 | Кривополянье                       | село    | ↘285      | Кривополянский сельсовет   |
| 27 | Куровщина                          | село    | ↘249      | Граждановский сельсовет    |
| 28 | Максимовка                         | село    | ↘354      | Граждановский сельсовет    |
| 29 | Малое Гагарино                     | село    | ↘173      | Митропольский сельсовет    |
| 30 | Митрополье                         | село    | ↘370      | Митропольский сельсовет    |
| 31 | Нижнее Нащёкино                    | село    | ↘151      | Нащёкинский сельсовет      |
| 32 | Низовка                            | деревня | ↘74       | Митропольский сельсовет    |
| 33 | Озёрный                            | посёлок | ↘364      | Нащёкинский сельсовет      |
| 34 | Павловка                           | деревня | →11       | Кёршинский сельсовет       |
| 35 | Пахотноугловского лесничества      | посёлок | ↘0        | Пахотноугловский сельсовет |
| 36 | Пахотный Угол                      | село    | ↘1199     | Пахотноугловский сельсовет |
| 37 | Первомайский                       | посёлок | ↘243      | Пахотноугловский сельсовет |
| 38 | Плетни                             | деревня | →0        | Нащёкинский сельсовет      |
| 39 | Прибытки                           | село    | ↘269      | Прибыткинский сельсовет    |
| 40 | Свищёвка                           | деревня | ↘25       | Нащёкинский сельсовет      |
| 41 | Смольная Вершина                   | деревня | ↘18       | Пахотноугловский сельсовет |
| 42 | Смольный                           | посёлок | ↘175      | Пахотноугловский сельсовет |
| 43 | Советский                          | посёлок | ↗37       | Граждановский сельсовет    |
| 44 | Старое Челищево                    | деревня | ↘32       | Кёршинский сельсовет       |
| 45 | Степной                            | посёлок | ↘11       | Нащёкинский сельсовет      |
| 46 | Строительный                       | посёлок | ↗482      | Бондарский сельсовет       |
| 47 | Трубниково                         | деревня | ↘15       | Митропольский сельсовет    |
| 48 | Усово                              | деревня | ↗60       | Граждановский сельсовет    |
| 49 | Фёдоровка                          | деревня | ↘44       | Кривополянский сельсовет   |
| 50 | Хмелина                            | деревня | ↘7        | Кривополянский сельсовет   |
| 51 | Чернавка                           | село    | →11       | Граждановский сельсовет    |
| 52 | Шача Молоканская                   | деревня | ↘317      | Митропольский сельсовет    |
| 53 | Шилово                             | село    | ↘109      | Граждановский сельсовет    |
| 54 | Шишкино                            | деревня | →0        | Пахотноугловский сельсовет |

### Упразднённые населённые пункты
В 2017 году упразднены посёлки Ивановский и Никифоровская Шача Митропольского сельсовета.

## Экономика
1. Бондарский молочно-сыродельный завод
2. Бондарский кирпичный завод
3. Бондарский лесхоз
4. Добыча и сортировка песка
5. Совхоз «Бондарский»

## Культура
- Историко-краеведческий музей
- МБУК центр досуговой деятельности

## Достопримечательности
- Богоявленский храм в селе Пахотный Угол.
- Храм Троицы в селе Бондари (XIX век)
- Обелиск павшим советским солдатам
- Памятник воинам интернационалистам
- Парк 70- летия Победы в ВОВ открыт в 2-
- Парк Патриот
- Закладной камень скульптуре маэстро Петру Ильичу Чайковскому.
- Скульптура Федоровскому гончару .
- Известные уроженцы

В районе родились:
- Мамонтов, Алексей Георгиевич (1892 — ?) — советский военный деятель, Полковник (1942 год).
- Морозов Анатолий Петрович (26.02.1924 — 23.01.1991) генерал-лейтенант